# Lentiol

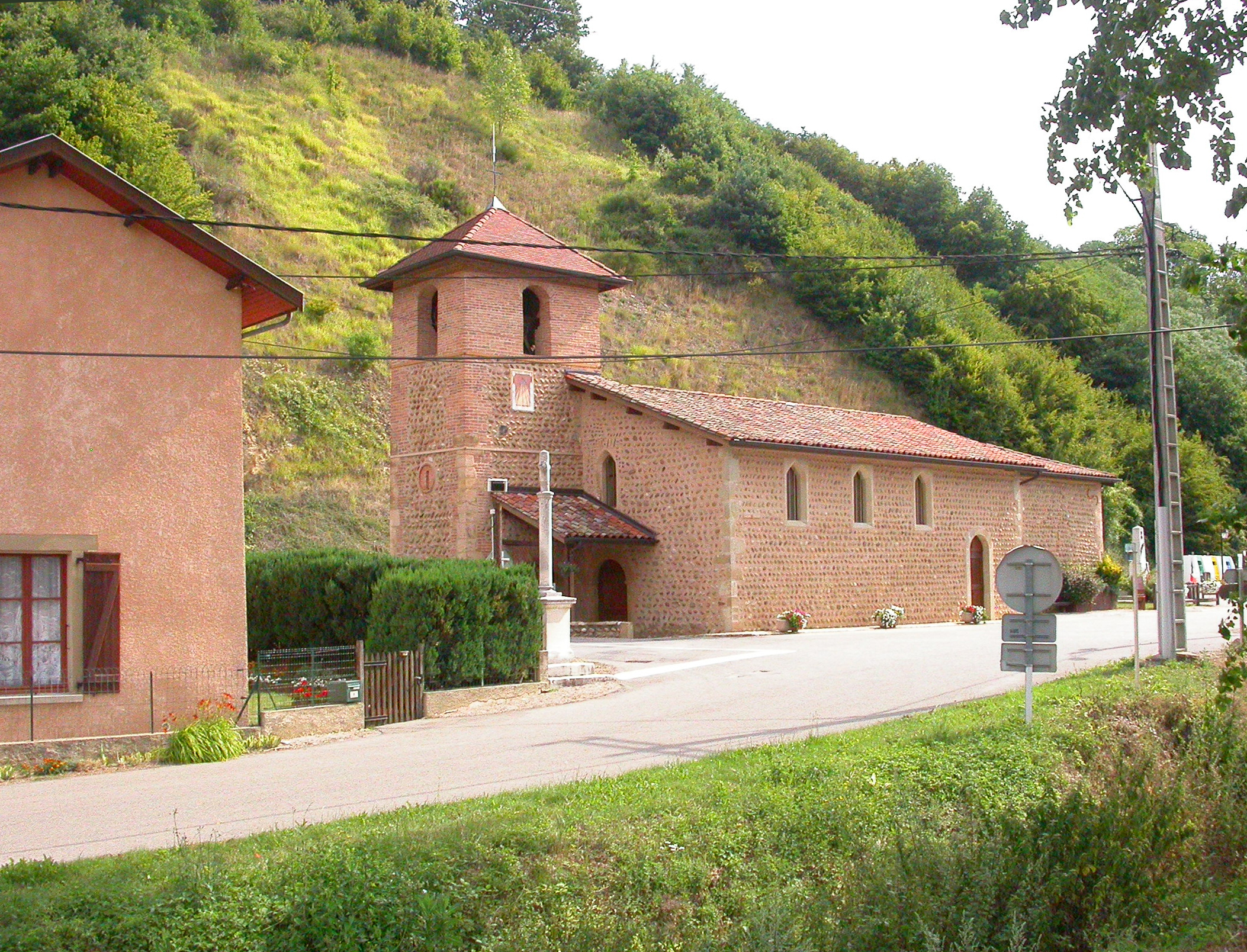
Kerk

Lentiol is een gemeente in het Franse departement Isère (regio Auvergne-Rhône-Alpes) en telt 187 inwoners (2004). De plaats maakt deel uit van het arrondissement Grenoble.

## Geografie
De oppervlakte van Lentiol bedraagt 7,7 km², de bevolkingsdichtheid is 24,3 inwoners per km².
De onderstaande kaart toont de ligging van Lentiol met de belangrijkste infrastructuur en aangrenzende gemeenten.

## Demografie
Onderstaande figuur toont het verloop van het inwonertal (bron: INSEE-tellingen).